# Sulemayi Lerrnants'k'
Sulemayi Lerrnantsk () är ett bergspass i Armenien. Det ligger i provinsen Gegharkunik, i den centrala delen av landet, 70 kilometer öster om huvudstaden Jerevan. Sulemayi Lerrnantsk ligger 2 410 meter över havet.
Terrängen runt Sulemayi Lerrnantsk är huvudsakligen kuperad, men åt nordväst är den platt. Närmaste större samhälle är Geghhovit, 17,4 kilometer norr om Sulemayi Lerrnantsk. 
Trakten runt Sulemayi Lerrnantsk består i huvudsak av gräsmarker. Runt Sulemayi Lerrnantsk är det ganska glesbefolkat, med 36 invånare per kvadratkilometer.